# تيكلا جونيفيتش
تيكلا جونيفيتش (ولدت في 10 يونيو 1906 - 19 أغسطس 2022) كانت معمرة بولندية، وكانت حتى وفاتها عن عمر يناهز 116 عامًا و70 يومًا، ثاني أكبر شخص حي في العالم (بعد لوسيل راندون ) لمدة أربعة أشهر، عند وفاة كين تاناكا. إنها أكبر شخص بولندية سناً في التاريخ.

## سيرتها

#### حياتها الشخصية
ولدت تيكلا جونيفيتش (بإسم تيكلا داداك) في 10 يونيو 1906 في كروبسكو، التي كانت تقع آنذاك في النمسا والمجر، والآن في أوكرانيا، وتم تعميدها في الكنيسة الكاثوليكية اليونانية المحلية في نفس اليوم.  كان والدها، يان داداك، يعمل لدى الكونت كارول لانكورونسكي، وكانت والدتها كاتارزينا ربة منزل توفيت أثناء الحرب العالمية الأولى. تزوجت جونيفيتش من يان جونيفيتش في عام 1927، وأنجبت منه طفلين. انتقلوا إلى بوريسلاف ، التي كانت آنذاك مدينة في شرق بولندا ، لكنها الآن جزء من أوكرانيا. في عام 1945، عندما تم ضم المنطقة إلى الاتحاد السوفييتي، غادرت المنطقة مع زوجها وبناتها واستقرت في جليفيتش ، المدينة الألمانية السابقة جلايفيتس.

#### وفاتها
توفيت جونيفيتش في 19 أغسطس 2022، بسبب سكتة دماغية ومضاعفات في القلب. أقيمت جنازتها في 23 أغسطس، بعد أربعة أيام من وفاتها. لقد دفنت في جليفيتش، المدينة التي عاشت فيها معظم حياتها. حضر الجنازة رئيس وزراء بولندا آنذاك، ماتيوش مورافيتسكي. كانت آخر شخص تم التحقق من صحته ولد في عام 1906.

## عائلتها
كان لدى جونيفيتش ابنتان وخمسة أحفاد وأربعة من أبناء الأحفاد وأربعة من أبناء أحفاد الأحفاد. ولدت حفيدتها الرابعة، إيجا تيكلا، في 10 يونيو 2021، وهو عيد ميلادها الخامس عشر بعد المائة. اعتنى بها أحفادها حتى وفاتها.